# Joseph Craeybeckx
Joseph Albert Craeybeckx (Vechmaal, 12 juli 1886 - Ekeren, 7 april 1966) was een Belgisch leraar en politicus voor de BWP / BSP.

## Levensloop
Craeybeckx was getrouwd met Helena Steinfort (°1887). Ze waren de ouders van de hoogleraar geschiedenis Jan Craeybeckx (1923-2011). Hij was van 1906 tot 1934 onderwijzer en van 1934 tot 1946 schooldirecteur.
Actief binnen de socialistische partij, was hij in de BWP voorzitter van de afdeling Ekeren en in de BSP lid van het uitvoerend bureau van de federatie Antwerpen (1945-1978). In Ekeren werd hij gemeenteraadslid (1939-1966), schepen van onderwijs (1944-1946) en burgemeester (1959 tot aan zijn dood).
In 1946 werd hij verkozen tot senator voor het arrondissement Antwerpen en vervulde dit mandaat tot in 1961. Hij was secretaris van de Senaat van 1954 tot 1961.